# Stilbopteryx costalis
Stilbopteryx costalis is een insect uit de familie van de mierenleeuwen (Myrmeleontidae), die tot de orde netvleugeligen (Neuroptera) behoort. 
Stilbopteryx costalis is voor het eerst wetenschappelijk beschreven door Edward Newman in 1838.